# بيجو 108
بيجو 108 هي سيارة مدينة صغيرة تم تصنيعها من طرف شركة بيجو فرنسا لتنافس بها سيتروين دي إس 3 و سيارة رينو توينجو في فئة السيارات الصغيرة ظهرت أول مرة في مارس 2014،في معرض جنيف للسيارات وبعد ذلك ظهرت في جويلية 2014 في المملكة المتحدة.
وهي في نفس فئة سيارة سيتروان سي1 وتويوتا أيجو يتم تركيب الهيكل والمحرك وناقل الحركة والكهرباء في المصنع الواقع بجمهورية التشيك.
نموذج بيجو 108 مدعوم بخيارين من محرك ثلاثي الأسطوانات:الأول محرك VTi بسعة 1.0 لتر وقوة 68 حصانا يطلق 91غ/كم من انبعاثات ثاني أكسيد الكاربون.وكذلك النموذج صديق البيئة محرك e-VTi بانبعاثات أقل من ثاني أكسيد الكاربون تقدرب 88غ/كم.المحرك الثاني: بسعة 1.2 لتر وقوة 82 حصانا ولإنبعاثات تقدر ب99غ/كم.

## نموذج 2015

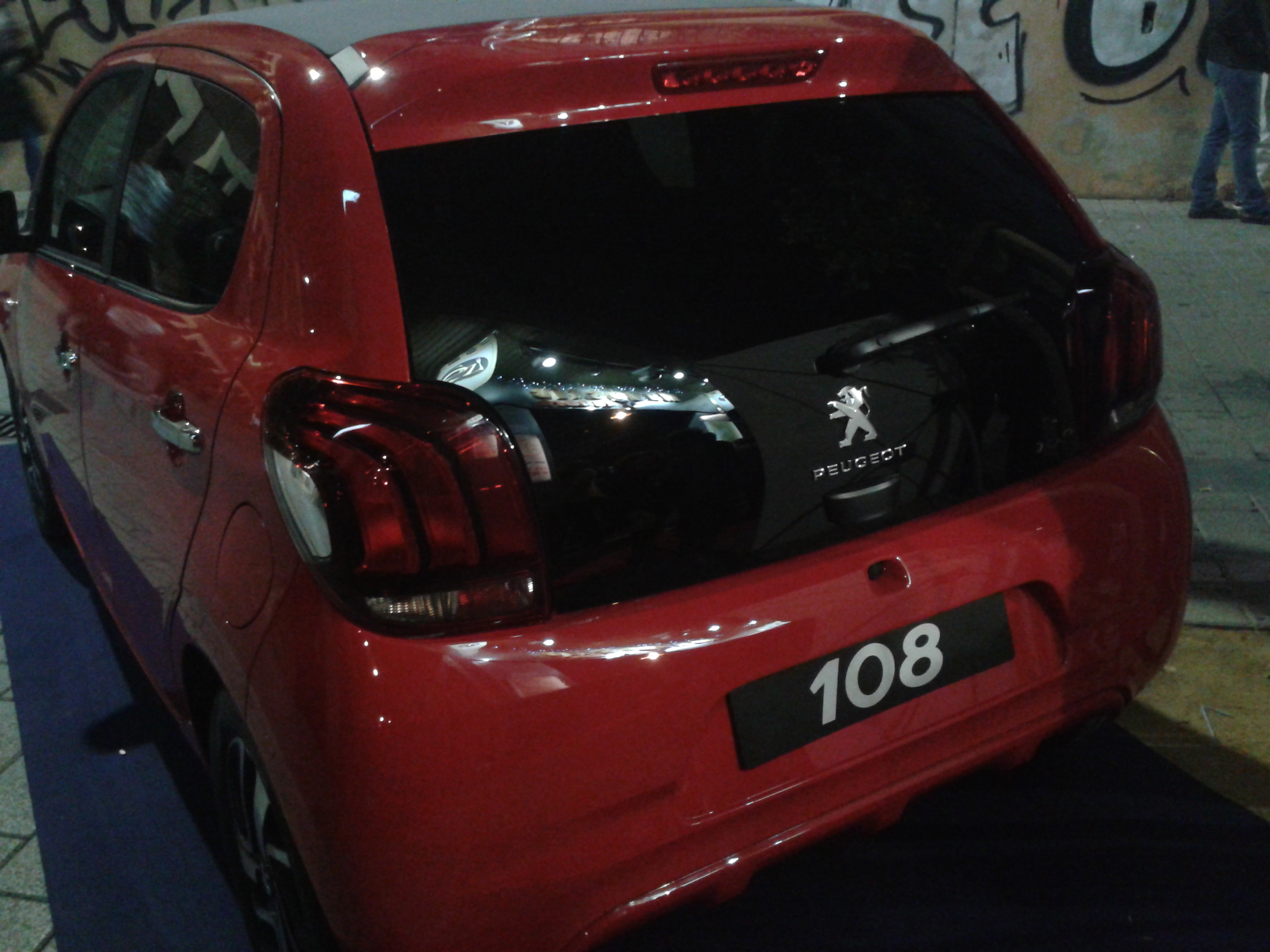
نموذج 2015

تم تطوير النموذج سنة 2015 وذلك لتتيح شركة بيجو مواصفات أكثر في هذا النموذج وذلك من خلال لإضافة الكثير من الميزات حيث أصبحت أكثر عملية وكفاءة في استهلاك الوقود وتعتبر بيجو 108 2015 من اخف السيارات صغيرة الحجم فتزن 840 كجم فقط لتسير بعجلات مقاس 15 بوصة المتاحة اختياريا بمقاس 14 بوصة و ذلك الوزن الصغير قد يختلف قليلا بين نسختي سيارة بيجو 108 2015 الثلاث ابواب والخمسة ابواب ولكن ابعاد سيارة بيجو 108 2015 تتماثل من حيث الطول والذي يبلغ 3.47 متر ومن حيث العرض والذي يبلغ 1.62 متر.
سيارة بيجو 108 2015 تعمل بالجر الامامي ومتاحة بثلاث محركات 3 اسطوانات بنزينية وهي: محرك سيارة بيجو 108 2015 الأعلى أداءا محرك PureTech VTi سعة 1.2 لتر قوة 82 حصانا مقترن بناقل حركة يدوي 5 سرعات معدل الانبعاث 99جم/كم.
محرك سيارة بيجو 108 2015 صديق البيئة محرك e-VTi بثلاثة اسطوانات سعة 1.0 لتر بقوة 68 حصان مقترن بناقل حركة يدوي من 5 سرعات معدل الانبعاث 88جم/كم.
محرك سيارة بيجو 108 2015 الأقل أداءا محرك VTi بثلاثة اسطوانات سعة 1.0 لتر بقوة 68 حصان مقترن بناقل حركة يدوي من 5 سرعات معدل الانبعاث 95جم/كم.
محرك VTi بثلاثة اسطوانات سعة 1.0 لتر بقوة 68 حصان مقترن بناقل حركة اتوماتيكي من 5 سرعات معدل الانبعاث 97جم/كم.
كما يوجد في بيجو 108 سقف قماشي قابل للطي وشاشة تعمل باللمس مقاس 7.5 بوصة مزودة بنظام Open and Go و مكيف هواء اوتوماتيك وتدفئة للمقاعد بالإضافة الي عجلة قيادة كهربائية٬ كما زودت السيارة 6 وسائد هوائية و نظام مساعد لقيادة السيارة على المرتفعات ونظام تحذير لانخفاض ضغط هواء الإطارات ونظام كوابح مانع للانزلاق ABS و نظام الثبات الإلكتروني ESP بالإضافة الي ميزة تشغيل السيارة بنظام Start/Stop الاختيارية.